# Metalycomedes
Metalycomedes is een geslacht van hooiwagens uit de familie Gonyleptidae.
De wetenschappelijke naam Metalycomedes is voor het eerst geldig gepubliceerd door Mello-Leitão in 1927. 

## Soorten
Metalycomedes omvat de volgende 2 soorten:
- Metalycomedes perditus
- Metalycomedes secundus